# NGC 2150
NGC 2150 este o intermediate spiral galaxy⁠(d) situată în constelația Peștele de Aur. A fost descoperită în 9 februarie 1836 de către John Herschel. Se află la o distanță de 62,44 de megaparseci de Pământ.